# Varley-Einheit
Die Varley-Einheit (auch Varley’sche Widerstandseinheit), benannt nach dem englischen Elektroingenieur Cromwell Fleetwood Varley, war eine im Vereinigten Königreich von der Electric Telegraph Company benutzte Maßeinheit des elektrischen Widerstands. Varley definierte dabei den Widerstand, den ein damaliger Standard-Telegraphen-Kupferdraht (eine Legierung) von einer Mile Länge und einem Durchmesser von 1/16″ aufweist, als eine Widerstandseinheit.
Die Varley-Einheit wird auch manchmal mit der matthiessenschen Widerstandseinheit verwechselt bzw. fälschlicherweise gleichgesetzt, da beide dieselben Abmessungen aufweisen, allerdings verschiedene Kupferarten als Basis verwendeten.
1 Varley-Einheit ≈ 2 matthiessensche Widerstandseinheiten ≈ 23,5 Ω